# El Mercer (Vic)
El Mercer és una masia de Vic (Osona) protegida com a Bé Cultural d'Interès Local.

## Descripció
Masia de planta rectangular que consta de planta baixa, primer pis i golfes. És coberta a dues vessants amb el carener perpendicular a la façana, orientada a migdia. Presenta un portal dovellat al centre de l'edificació. A nivell del primer pis s'obren grossos finestrals amb les llindes motllurades i el de l'extrem esquerre és de forma goticitzant. A la banda de ponent hi ha poques obertures i un balcó de construcció recent. És construïda amb còdols de riu, units amb morter a la part baixa i de tàpia el primer pis i les golfes. Els elements ornamentals són de pedra picada. L'estat de conservació és regular.

## Història
No es troba registrat al fogatge del terme del segle xvi. L'única dada constructiva és del segle xvii. L'angle Sud-oest duu la data de 1672.
Cal assenyalar que es troba prop de l'antiga església de Sant Jaume i a tocar el riu Gurri. Aquesta església fou construïda per tal de socórrer als necessitats i malalts.